# Даумер, Георг Фридрих
Георг Фридрих Да́умер (нем. Georg Friedrich Daumer, 5 марта 1800, Нюрнберг — 14 декабря 1875, Вюрцбург) — немецкий поэт и философ.
Считался натурой даровитой, но эксцентричной и неустойчивой. Ещё будучи студентом в Эрлангене, занялся поэзией, затем стал последователем философии Шеллинга, из протестанта стал борцом с христианством. После переезда в 1850-x годаx во Франкфурт резко изменился, перешёл в 1859 году (по другим источникам, в Майнце в 1858 году) в католицизм и стал одним из самых ярых его защитников.
Был попечителем знаменитого найдёныша Каспара Хаузера.

## Философия
Во время отрицания им христианства, Даумер опубликовал многие анти-богословские работы, среди них Philosophie, Religion, und Altertum (1833), Züge zu einer neuen Philosophie der Religion und Religionsgeschichte (1835), Der Feuer- und Molochdienst der Hebräer (1842), Die Geheimnisse des christlichen Altertums (1847), а также проповедовал новую религию «любви и добра», сформулированную в работе Religion des neuen Weltalters (1850).
Работы Даумера этого периода в последующем использовались для антирелигиозной пропаганды. Так, его книга «Тайны древнего христианства» легла в основу обвинения Карлом Марксом ранних христиан в ритуальном людоедстве: «Как известно, важнейшей вещью в христианстве является жертвоприношение. Даумер в своей недавно появившейся книге доказывает, что христиане по-настоящему закалывали людей и на своих священных трапезах причащались человеческим мясом и пили человеческую кровь».
Публиковал статьи также под псевдонимом «Амадей Оттокарт».
После приятия Даумером католицизма, он опубликовал про-католические Meine Konversion (1859), Aus der Mansarde (1860—1862), Das Christentum und sein Urheber (1864), Das Wunder, seine Bedeutung, Wahrheit und Notwendigkeit (1874). Последняя работа была направлена против Давида Штрауса.
Был ценим как поэт. Особенно известны его переводы и подражания Хафизу, опубликованные в 1846 и 1853 годах. Некоторые из этих стихотворений стали песнями (положены на музыку Брамсом).